# Бакліфф (Техас)
Бакліфф (англ. Bacliff) — переписна місцевість (CDP) в США, в окрузі Галвестон штату Техас. Населення — 9677 осіб (2020).

## Географія
Бакліфф розташований за координатами 29°30′26″ пн. ш. 94°59′14″ зх. д. / 29.50722° пн. ш. 94.98722° зх. д. (29.507162, -94.987247).  За даними Бюро перепису населення США в 2010 році переписна місцевість мала площу 6,96 км², з яких 6,56 км² — суходіл та 0,41 км² — водойми.

### Клімат
| Клімат : Бакліфф      | Клімат : Бакліфф | Клімат : Бакліфф | Клімат : Бакліфф | Клімат : Бакліфф | Клімат : Бакліфф | Клімат : Бакліфф | Клімат : Бакліфф | Клімат : Бакліфф | Клімат : Бакліфф | Клімат : Бакліфф | Клімат : Бакліфф | Клімат : Бакліфф | Клімат : Бакліфф |
| Показник              | Січ.             | Лют.             | Бер.             | Квіт.            | Трав.            | Черв.            | Лип.             | Серп.            | Вер.             | Жовт.            | Лист.            | Груд.            | Рік              |
| Середній максимум, °C | 16,7             | 18,9             | 22,2             | 25,0             | 28,9             | 31,7             | 32,8             | 33,3             | 31,1             | 27,2             | 22,2             | 18,3             | 25,7             |
| Середній мінімум, °C  | 6,1              | 7,8              | 11,7             | 15,6             | 19,4             | 22,8             | 23,3             | 23,3             | 21,1             | 15,6             | 11,1             | 7,2              | 15,4             |
| Норма опадів, мм      | 121              | 74               | 79               | 82               | 125              | 136              | 121              | 98               | 181              | 100              | 113              | 85               | 1315             |
| --------------------- | ---------------- | ---------------- | ---------------- | ---------------- | ---------------- | ---------------- | ---------------- | ---------------- | ---------------- | ---------------- | ---------------- | ---------------- | ---------------- |
| Джерело: Weather.com  |                  |                  |                  |                  |                  |                  |                  |                  |                  |                  |                  |                  |                  |

## Демографія
Згідно з переписом 2010 року, у переписній місцевості мешкало 8619 осіб у 3004 домогосподарствах у складі 2082 родин. Густота населення становила 1238 осіб/км².  Було 3408 помешкань (489/км²).
Расовий склад населення:
| - 74,3 % — білих - 3,5 % — чорних або афроамериканців - 2,8 % — азіатів - 0,8 % — корінних американців - 0,1 % — вихідців з тихоокеанських островів - 15,8 % — осіб інших рас |

До двох чи більше рас належало 2,7 %. Частка іспаномовних становила 37,1 % від усіх жителів.
За віковим діапазоном населення розподілялося таким чином: 28,0 % — особи молодші 18 років, 63,3 % — особи у віці 18—64 років, 8,7 % — особи у віці 65 років та старші. Медіана віку мешканця становила 33,1 року. На 100 осіб жіночої статі у переписній місцевості припадало 104,9 чоловіків;  на 100 жінок у віці від 18 років та старших — 107,5 чоловіків також старших 18 років.
Середній дохід на одне домашнє господарство  становив 56 328 доларів США (медіана — 37 182), а середній дохід на одну сім'ю — 63 198 доларів (медіана — 37 295). Медіана доходів становила 35 859 доларів для чоловіків та 31 162 долари для жінок. За межею бідності перебувало 30,1 % осіб, у тому числі 47,5 % дітей у віці до 18 років та 7,0 % осіб у віці 65 років та старших.
Цивільне працевлаштоване населення становило 3992 особи. Основні галузі зайнятості: освіта, охорона здоров'я та соціальна допомога — 21,7 %, будівництво — 16,0 %, науковці, спеціалісти, менеджери — 10,7 %, роздрібна торгівля — 10,3 %.